# Burgberg (Gehrden)
Der Burgberg ist die nördlichste und mit etwa 155 m ü. NHN die höchste Erhebung des bei Gehrden gelegenen Höhenzugs Gehrdener Bergs in der niedersächsischen Region Hannover. Auf ihm befinden sich die Ringwallanlage Gehrdener Berg und der Gehrdener Burgbergturm.

## Geographie

### Lage
Der Burgberg erhebt sich im Nordteil des Gehrdener Bergs. Er liegt im Stadtgebiet von Gehrden, dessen Kernort sich direkt östlich der Erhebung ausbreitet. Nordöstlich liegt am Benther Berg (ca. 173 m) Benthe, nordnordöstlich Everloh, nordnordwestlich Ditterke und westnordwestlich Leveste; sie alle sind Gehrdener Ortsteile. Südlicher Nachbar ist der Köthnerberg (ca. 136 m). Nach Osten und Norden fällt die Landschaft des Burgbergs zur Haferriede ab, deren Wasser durch die Möseke die nordwestlich der Erhebung fließende Südaue erreicht, und nach Westen zum Levester Bach.
Auf dem Burgberg liegen Teile des Landschaftsschutzgebiets Gehrdener Berg (CDDA-Nr. 321028; 1968 ausgewiesen; 8,5 km² groß). Er ist bewaldet; vorherrschende Baumart ist die Rotbuche.

### Naturräumliche Zuordnung
Der Burgberg gehört in der naturräumlichen Haupteinheitengruppe Niedersächsische Börden (Nr. 52), in der Haupteinheit Calenberger Lößbörde (521) und in der Untereinheit Hannoversche Börde (521.0) zum Naturraum Gehrdener Lößhügel (521.01).

## Ringwall und merowingerzeitliche Bestattungen
Auf dem Burgberg befinden sich die früher als Cheruskerburg beschilderten Reste einer Ringwallanlage, deren frühere Funktion und Datierung noch Forschungsgegenstand sind.
1997 wurden in einem Wohngebiet am Hang des Burgberges zwei Körpergräber aus der ersten Hälfte des 7. Jahrhunderts während der Merowingerzeit entdeckt. Die dabei gefundenen Grabbeigaben werden im Stadtmuseum Gehrden gezeigt.

## Burgbergturm

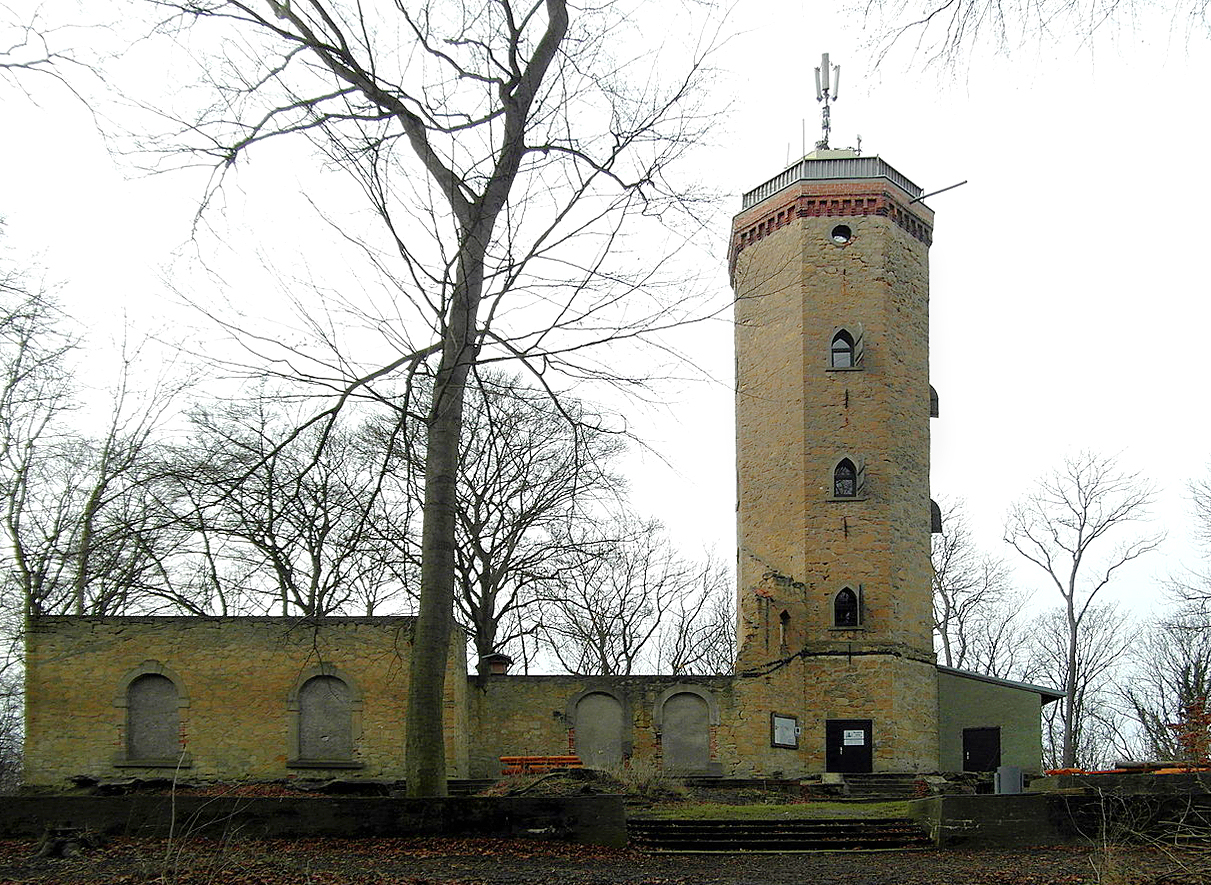
Der Burgbergturm Gehrden mit den Resten des einstigen Schullandheimes (2015)

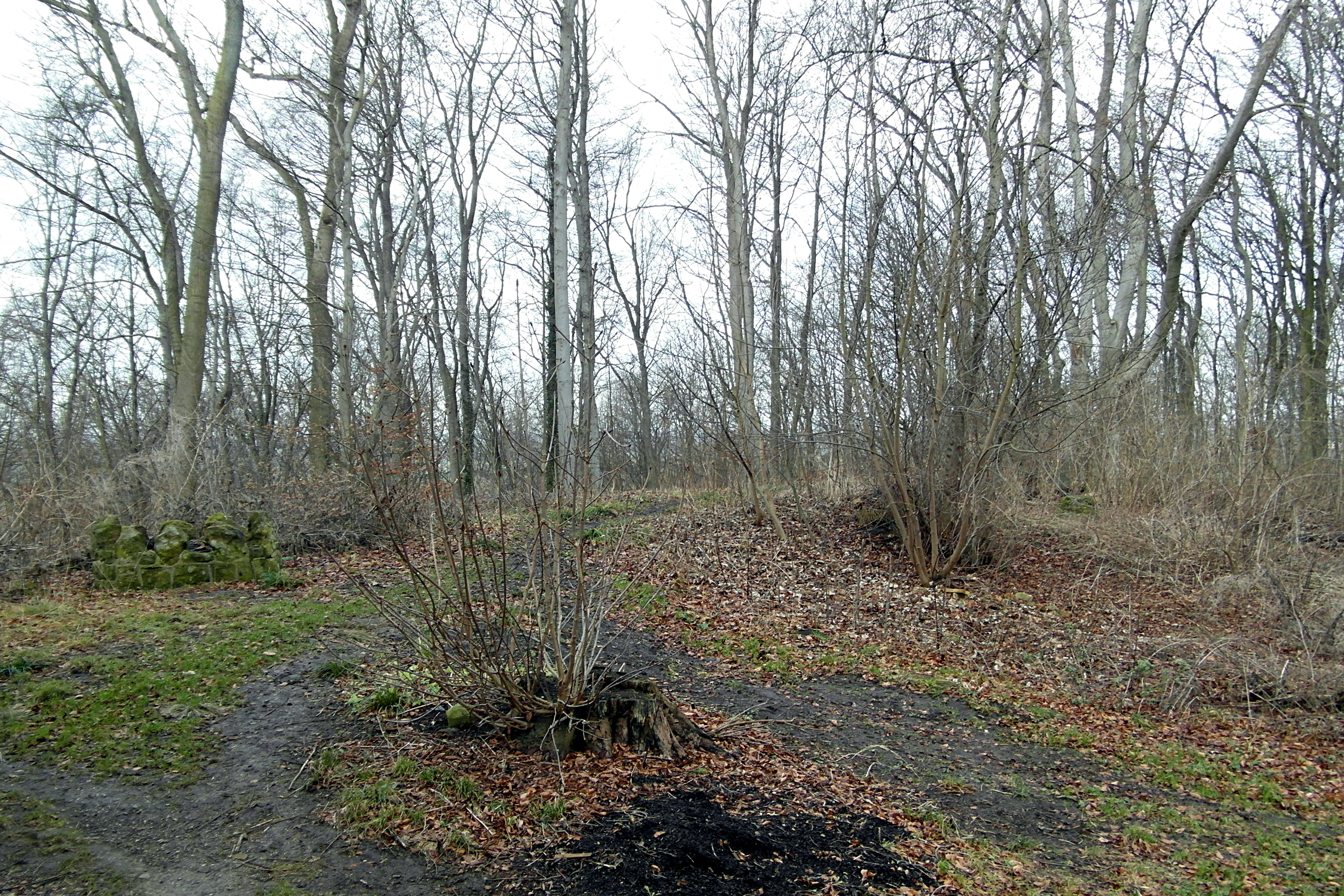
Der höchste Punkt des Burgbergs liegt etwa 20 Meter nordnordöstlich des Burgbergturms

Auf der Kuppe des Burgberges wurde 1897/1898 der 21 m hohe Burgbergturm als Aussichtsturm mit einem Ausflugslokal errichtet. Das Lokal war bis zum Ersten Weltkrieg ein beliebtes Ausflugsziel für erholungsuchende Bewohner aus den nahegelegenen Städten Linden und Hannover. Danach wurde das Gebäude zum Schullandheim der Leibnizschule Hannover. Im Zweiten Weltkrieg diente es als Lazarett, danach als Flüchtlingsunterkunft. Später wurde es baufällig und 1964 an den hannoverschen Kaufmann Norbert Magis verkauft. 1985 kam der bis auf die Außenmauern verfallene Bau in Besitz der Stadt Gehrden, wurde instand gesetzt und wieder als Aussichtsturm nutzbar gemacht. Der denkmalgeschützte Burgbergturm ist an zwei Sonntagen im Monat geöffnet.

## Infrastruktur
Mehrere Forst- und Wanderwege führen um und über den Burgberg, an dessen Südrand die Große Bergstraße  den Gehrdener Berg überquert. Auf dem unteren Teil seines Osthangs liegt das Matthias-Claudius-Gymnasium Gehrden.

## Sonstiges
Die Stadt Gehrden wird auch als BurgBergStadt bezeichnet. Es gibt in Gehrden die Burgbergschule, die Burgberg Apotheke und die im Calenberger Land erscheinende Zeitung burgbergblick.